# Herman III van Hochstaden
Herman III van Hochstaden (circa 1055 - 21 november 1099) was van 1089 tot aan zijn dood aartsbisschop van Keulen.

## Levensloop
Herman, bijgenaamd de Rijke, stamde uit het geslacht van de graven van Hochstaden. Zijn broer was graaf Gerard I van Hochstaden.
Rond 1076 werd hij proost in Xanten. Van 1085 tot 1089 was Herman III onder keizer Hendrik IV kanselier van het Duitse deel van zijn rijk. In 1089 volgde dan zijn benoeming tot aartsbisschop van Keulen, waardoor hij ook aartskanselier voor Rijks-Italië werd. Herman III gold als een trouwe aanhanger van de keizer en steunde het door zijn voorganger Anno II opgerichte hervormingsklooster van Siegburg. Mede door hem vond de Hervorming van Siegburg ook ingang in de Abdij van Brauweiler en het Munster van Mönchengladbach. Voorts schonk hij in 1094 verschillende bezittingen en inkomsten aan het Ceciliaklooster.
Tijdens pogroms op Joden gedurende de Eerste Kruistocht probeerde Herman III tevergeefs om de Keulse Joden te beschermen tegen aanvallers. Op 6 januari 1099 kroonde hij in Aken Hendrik V tot Rooms-Duits koning. De aartsbisschop overleed in november datzelfde jaar en werd bijgezet in de Abdij van Michaëlsberg in Siegburg.
- Gemeinsame Normdatei: 136202268
- Virtual International Authority File: 80587792